# Diözese Salisbury
Das Bistum Salisbury (lat.: Dioecesis Saresberiensis) ist eine anglikanische Diözese in der Kirchenprovinz Canterbury der Church of England mit Sitz in Salisbury. Bis zur englischen Reformation war es eine römisch-katholische Diözese.

## Geschichte

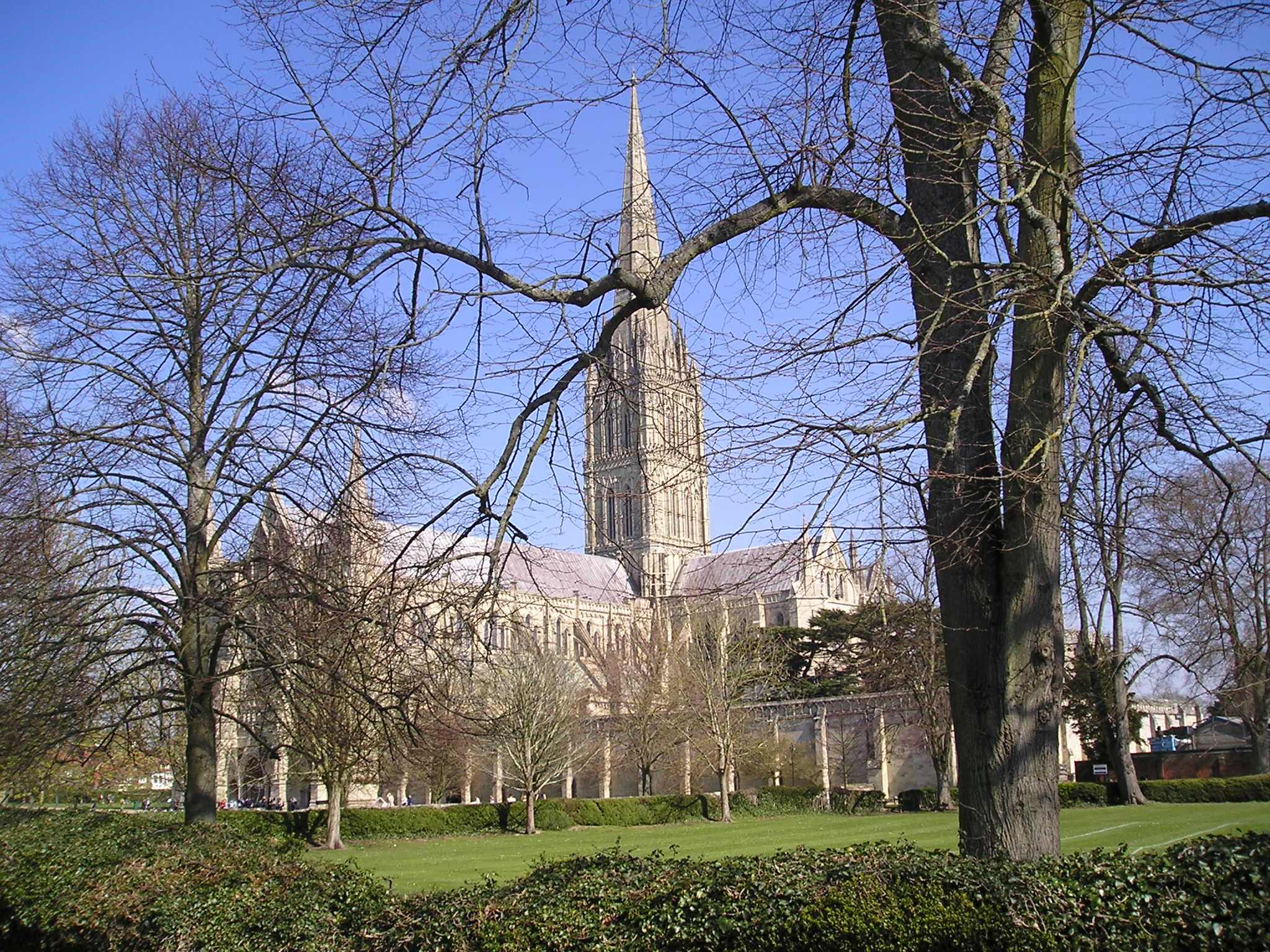
Kathedrale in Salisbury

Ursprung der heutigen Diözese war die um 705 gegründete Diözese Sherborne. Der erste Bischof war Aldhelm von Sherborne. Das Bistum Salisbury entstand im Jahre 1075 als Bistum Sarum infolge der Zusammenlegung der Bistümer Ramsbury und Sherborne. Am 29. März 1218 wurde das Bistum Sarum durch Papst Honorius III. in Bistum Salisbury umbenannt. 
Der letzte römisch-katholische Bischof, Francis Mallet, floh im Jahre 1559 aus England.
Vorheriger Bischof von Salisbury war David Stancliffe, der 1993 in der Westminster Abbey geweiht und in der Kathedrale von Salisbury inthronisiert wurde. Er trat 2010 in den Ruhestand. Das Kapitel wählte 2011 Nicholas Roderick Holtam, den Vikar zu St. Martin-in-the-Fields in der Diözese von London, zu seinem Nachfolger.